# غريني واشنطن كالدويل
غريني واشنطن كالدويل (بالإنجليزية: Greene Washington Caldwell)‏ هو محامي وسياسي أمريكي، ولد في 13 أبريل 1806 في الولايات المتحدة، وتوفي في 10 يوليو 1864. حزبياً، نشط في الحزب الديمقراطي. وقد انتخب عضو مجلس ولاية كارولاينا الشمالية وانتخب عضو مجلس نواب كارولينا الشمالية وانتخب عضو مجلس النواب الأمريكي.